# Mark Warburton
Mark Warburton (Londra, 6 settembre 1962) è un allenatore di calcio ed ex calciatore inglese, di ruolo difensore.

## Carriera
All'età di 25 anni è costretto a ritirarsi dall'attività agonistica a causa di infortunio al crociato. In seguito lascia il lavoro da trader bancario, per diventare allenatore.
Nel 2006 gli viene affidata la panchina del settore giovanile del Watford. Lascia l'incarico nel 2010.
Il 3 febbraio 2011 viene nominato vice allenatore del Brentford alle spalle di Nicky Forster. Terminata la stagione, assume l'incarico di direttore sportivo della società.
Il 10 dicembre 2013 sostituisce Uwe Rösler alla guida della prima squadra. Il 18 aprile 2014 in virtù del successo per 1-0 contro il Preston, la squadra ottiene - con tre giornate in anticipo - l'aritmetica promozione in Championship.
Il 26 giugno 2014 rinnova il proprio contratto fino al 2015. Il 17 febbraio 2015 annuncia l'intenzione non rinnovare il proprio contratto a fine stagione.
Il 15 giugno 2015 sottoscrive un contratto di tre anni con i Rangers. Il 5 aprile 2016 la squadra viene promossa in Premiership con quattro turni di anticipo.
Il 14 marzo 2017 viene annunciato allenatore del Nottingham Forest con un contratto di due anni e mezzo. Il 18 marzo 2017 la sua prima partita in carica è stata un pareggio per 2–2 contro il rivale locale del Derby County al City Ground. A seguito di una sconfitta per 1-0 in casa del Sunderland Warburton viene licenziato dal Nottingam Forest il 31 dicembre 2017.
L'8 maggio 2019 viene assunto alla carica come allenatore del Queens Park Rangers con un contratto di due anni. Ha guidato il QPR alla vittoria contro lo Stoke City nella sua prima partita in carica, diventando il primo allenatore del QPR a vincere la sua partita di debutto dai tempi di Neil Warnock nel marzo 2010.

## Statistiche

### Statistiche da allenatore
Statistiche aggiornate al 8 maggio 2022.
| Stagione                 | Squadra                  | Campionato               | Campionato | Campionato | Campionato | Campionato | Coppe nazionali | Coppe nazionali | Coppe nazionali | Coppe nazionali | Coppe nazionali | Coppe continentali | Coppe continentali | Coppe continentali | Coppe continentali | Coppe continentali | Altre coppe | Altre coppe | Altre coppe | Altre coppe | Altre coppe | Totale | Totale | Totale | Totale | % Vittorie | Piazzamento |
| Stagione                 | Squadra                  | Comp                     | G          | V          | N          | P          | Comp            | G               | V               | N               | P               | Comp               | G                  | V                  | N                  | P                  | Comp        | G           | V           | N           | P           | G      | V      | N      | P      | %          | Piazzamento |
| ------------------------ | ------------------------ | ------------------------ | ---------- | ---------- | ---------- | ---------- | --------------- | --------------- | --------------- | --------------- | --------------- | ------------------ | ------------------ | ------------------ | ------------------ | ------------------ | ----------- | ----------- | ----------- | ----------- | ----------- | ------ | ------ | ------ | ------ | ---------- | ----------- |
| dic. 2013-2014           | Brentford                | FL1                      | 27         | 17         | 6          | 4          | FACup+CdL       | -               | -               | -               | -               | -                  | -                  | -                  | -                  | -                  | FLT         | -           | -           | -           | -           | 27     | 17     | 6      | 4      | 62,96      | Sub. 2º     |
| 2014-2015                | Brentford                | FLC                      | 46+2       | 23+0       | 9+0        | 14+2       | FACup+CdL       | 1+2             | 0+1             | 0+0             | 1+1             | -                  | -                  | -                  | -                  | -                  | -           | -           | -           | -           | -           | 51     | 24     | 9      | 18     | 47,06      | 5º          |
| Totale Brentford         | Totale Brentford         | Totale Brentford         | 73+2       | 40+0       | 15+0       | 18+2       |                 | 3               | 1               | 0               | 2               |                    | -                  | -                  | -                  | -                  |             | -           | -           | -           | -           | 78     | 41     | 15     | 22     | 52,56      |             |
| 2015-2016                | Rangers                  | SC                       | 36         | 25         | 6          | 5          | SC+CdL          | 6+3             | 4+2             | 1+0             | 1+1             | -                  | -                  | -                  | -                  | -                  | SCC         | 5           | 5           | 0           | 0           | 50     | 36     | 7      | 7      | 72,00      | 1º          |
| 2016-feb. 2017           | Rangers                  | SP                       | 24         | 12         | 7          | 5          | SC+CdL          | 1+7             | 1+6             | 0+0             | 0+1             | -                  | -                  | -                  | -                  | -                  | -           | -           | -           | -           | -           | 32     | 19     | 7      | 6      | 59,38      | Eson.       |
| Totale Rangers           | Totale Rangers           | Totale Rangers           | 60         | 37         | 13         | 10         |                 | 17              | 13              | 1               | 3               |                    | -                  | -                  | -                  | -                  |             | 5           | 5           | 0           | 0           | 82     | 55     | 14     | 13     | 67,07      |             |
| mar.-giu. 2017           | Nottingham Forest        | FLC                      | 9          | 3          | 2          | 4          | FACup+CdL       | -               | -               | -               | -               | -                  | -                  | -                  | -                  | -                  | -           | -           | -           | -           | -           | 9      | 3      | 2      | 4      | 33,33      | Sub. 21º    |
| ago.-dic. 2017           | Nottingham Forest        | FLC                      | 25         | 10         | 1          | 14         | FACup+CdL       | 0+3             | 2               | 0               | 1               | -                  | -                  | -                  | -                  | -                  | -           | -           | -           | -           | -           | 28     | 12     | 1      | 15     | 42,86      | Eson.       |
| Totale Nottingham Forest | Totale Nottingham Forest | Totale Nottingham Forest | 34         | 13         | 3          | 18         |                 | 3               | 2               | 0               | 1               |                    | -                  | -                  | -                  | -                  |             | -           | -           | -           | -           | 37     | 15     | 3      | 19     | 40,54      |             |
| 2019-2020                | QPR                      | FLC                      | 46         | 16         | 10         | 20         | FACup+CdL       | 2+2             | 1+1             | 0+0             | 1+1             | -                  | -                  | -                  | -                  | -                  | -           | -           | -           | -           | -           | 50     | 18     | 10     | 22     | 36,00      | 13º         |
| 2020-2021                | QPR                      | FLC                      | 46         | 19         | 11         | 16         | FACup+CdL       | 1+1             | 0+0             | 1+0             | 0+1             | -                  | -                  | -                  | -                  | -                  | -           | -           | -           | -           | -           | 48     | 19     | 12     | 17     | 39,58      | 9º          |
| 2021-2022                | QPR                      | FLC                      | 46         | 19         | 9          | 18         | FACup+CdL       | 2+4             | 0+1             | 1+3             | 1+0             | -                  | -                  | -                  | -                  | -                  | -           | -           | -           | -           | -           | 52     | 20     | 13     | 19     | 38,46      | 11º         |
| Totale QPR               | Totale QPR               | Totale QPR               | 138        | 54         | 30         | 54         |                 | 12              | 3               | 5               | 4               |                    | -                  | -                  | -                  | -                  |             | -           | -           | -           | -           | 150    | 57     | 35     | 58     | 38,00      |             |
| Totale carriera          | Totale carriera          | Totale carriera          | 307        | 144        | 61         | 102        |                 | 35              | 19              | 6               | 10              |                    | -                  | -                  | -                  | -                  |             | 5           | 5           | 0           | 0           | 347    | 168    | 67     | 112    | 48,41      |             |

## Palmarès

### Giocatore

#### Club

##### Competizioni regionali
- FA Trophy: 1

Enfield: 1981-1982
- Football Conference: 1

Enfield: 1982-1983

### Allenatore

#### Club

##### Competizioni nazionali
- Scottish Championship: 1

Rangers: 2015-2016
- Scottish Challenge Cup: 1

Rangers: 2015-2016